# Deejay Kriel
Deejay Kriel (* 20. Juni 1995 in Johannesburg, Südafrika) ist ein südafrikanischer Boxer im Strohgewicht und aktueller Weltmeister der Organisation International Boxing Federation (kurz IBF).

## Profikarriere
Der Linksausleger verlor sein Profidebüt im Jahr 2014 in seiner Geburtsstadt Johannesburg gegen seinen Landsmann Colin Tloubatla über vier Runden durch einstimmige Punktrichterentscheidung.
Im Sommer des Jahres 2017 kämpfte er gegen Dexter Alimento um den vakanten internationalen Gürtel des World Boxing Council (kurz WBC) und siegte über 12 Runden einstimmig nach Punkten. Im darauffolgenden Jahr verteidigte er diesen Titel gegen Xolisa Magusha ebenfalls durch einstimmigen Beschluss.
Am 16. Februar 2019 durfte Kriel im Microsoft Theater in Los Angeles gegen den Mexikaner Carlos Licona um dessen IBF-Weltmeistertitel antreten. Kriel gewann durch klassischen Knockout in der 12. Runde und eroberte somit den Titel.